# Wubu
Wubu (en chino, 吴堡; pinyin, Wúbǔ) es un condado  bajo la administración directa de la Prefectura Yulin en la Provincia de Shaanxi, República Popular China.  Su área es de 420 km² y su población total para 2010 superó los 75 mil habitantes.

## Administración
Desde julio de 2020, el  Condado Wubu se divide en 5 pueblos administrados en 1 subdistrito y 5 poblados.